# 2022年天津宝坻6·21燃气泄漏爆燃事故
2022年天津宝坻6·21燃气泄漏爆燃事故，官方名称为：天津市宝坻区“6·21”燃气泄漏爆燃事故。是在6月21日16时45分许，天津市宝坻区北城东路与吴苏路交口附近发生的燃气爆燃事故。

## 事故情况
6月21日16时45分许，天津市宝坻区北城东路与吴苏路交口附近发生的燃气爆燃事故，现场浓烟滚滚，附近大片窗戶被震碎，路面上滿是玻璃、石頭，一片狼藉。6月22日上午8时10分，燃气供应恢复正常；12时，除事故发生地点商铺外，周边其他商铺全部恢复供电；12时30分，交通恢复正常。

## 伤员救治
共有23名伤员，其中3名烧伤危重伤员生命体征平稳，暂无生命危险；20名轻伤人员经医院积极治疗后，已有7人出院，另有6人符合出院标准，将于近日出院。

## 事故追责
施工企业天津大展建筑有限公司违反《天津市挖掘城市道路管理办法》相关规定，违规施工作业导致事故发生。9名相关企业责任人已被控制。